# Pajuna
La pajuna est une race bovine espagnole. 

## Origine
Elle est originaire  d'Andalousie, dans le Sud de l'Espagne.
Elle pourrait être soit issue de la brune de l'Atlas peut-être métissée avec la retinta, soit descendre en droite ligne de l'aurochs, espèce bovine sauvage éteinte et ancêtre des bovins domestiques.
Le registre généalogique a été ouvert en 2003. Les effectifs sont passés de 321 en 1990, à 100 en 2000, mais les mesures de préservations prises ont permis de refaire grimper le nombre d'individus à 959 en 2009 et 1 052 en 2011.

## Morphologie
C'est une grande race, avec 165 cm et 600 kg pour les mâles et 160 cm pour 375 kg pour les vaches.
Elle porte une robe rouge acajou à brun-chocolat. Les taureaux sont plus sombres, brun foncé à noir. Les muqueuses sont sombres avec le naseau cerclé de gris. La tête est relativement grosse et les pattes sont longues. Les cornes sont claires à pointes blanches.

## Aptitudes
C'est une race bien adaptée à un milieu peu propice de montagnes à climat froid.
Autrefois, elle était élevée pour sa force de travail. La mécanisation de l'agriculture andalouse a entrainé sa raréfaction, mais la qualité de sa viande pourrait être un atout pour sa préservation. 